# 킬리만자로 국립공원
킬리만자로 국립공원(영어: Kilimanjaro National Park)은 탄자니아에 위치한 국립공원이다.
킬리만자로산은 해발 5895m로 아프리카에서 가장 높은 산이다. 정상은 눈으로 덮여있으며 높이에 따라 사막, 고산 습지대, 고지 초원, 초원, [사바나기후]가 나타난다.
킬리만자로는 20세기 초에 독일의 보호령이었다. 탄자니아가 독립한 이후 킬리만자로는 국립공원으로 지정되었으며 1987년 세계유산에 등록되어 자연 보호가 활발하게 진행되고 있다.